# والت فلانگن
والت فلانگـِن (انگلیسی: Walt Flanagan؛ زادهٔ ۲۳ اکتبر ۱۹۶۷) بازیگر اهل ایالات متحده آمریکا است.
از فیلم‌ها یا برنامه‌های تلویزیونی که وی در آن نقش داشته‌است، می‌توان به به دنبال امی، فروشنده‌ها و فروشنده‌ها، قسمت دوم اشاره کرد.